# گانتر (تگزاس)
گانتر، تگزاس (به انگلیسی: Gunter, Texas) یک شهر در ایالات متحده آمریکا با جمعیت ۱٬۴۹۸ نفر است که در تگزاس واقع شده‌است.

## موقعیت جغرافیایی
موقعیت جغرافیایی شهرها و مناطق اطراف به شرح زیر است: